# Justiniano Borgoño
Justiniano Borgoño Castañeda (Trujillo, 5 settembre 1836 – Lima, 27 gennaio 1921) è stato un politico peruviano.
È stato Presidente del Perù dal 1º aprile al 10 agosto 1894.